# Benjamin Faraas
Benjamin Thoresen Faraas (* 8. September 2005 in Flisa) ist ein norwegischer Fußballspieler. Der zentrale Mittelfeldspieler steht beim Fredrikstad FK unter Vertrag und ist norwegischer Juniorennationalspieler.

## Karriere
Faraas startete seine Karriere beim Klub aus seiner Geburtsstadt, beim Flisa AIL. Im Alter von 15 Jahren wechselte er 2021 zu Ham-Kam. Beim damaligen Zweitligisten debütierte er in der 2. Runde des norwegischen Pokals, als er in der 72. Spielminute beim Stand von 3:0 eingewechselt wurde. In der folgenden Saison, in der Ham-Kam als Aufsteiger in der Eliteserie antrat, debütierte er auch in der Liga. Am 3. Spieltag wurde er beim Heimspiel gegen Sandefjord Fotball beim Spielstand von 3:0 in der 89. Minute eingewechselt. Insgesamt spielte Faraas in seiner ersten Saison 136 Minuten in 10 Spielen (1 Tor) in der Liga und im Pokal 121 Minuten in zwei Spielen (2 Tore). In seiner zweiten Saison schoss er im Pokal in drei Spielen vier Tore. In der Liga wurde Faraas zum Stammspieler und erzielte ein Tor in 13 Spielen.
In der Sommerpause 2023 wurde bekannt, dass Faraas Ham-Kam verlässt und zum belgischen Zweitligisten Club NXT, dem Farmteam des FC Brügge, wechselt. Sein Debüt in Belgien feierte er am 3. Spieltag der Challenger Pro League beim Spiel gegen Jong Genk. Beim Stand von 2:0 wurde er in der 81. Minute eingewechselt. In seiner ersten Saison in Belgien erzielte er zwei Tore in 21 Spielen. In seiner zweiten Saison startete Faraas neunmal von Anfang an und erzielte dabei ein Tor. Hinzu kamen 7 Einwechslungen.
Im Januar 2025 wurde der Wechsel von Faraas zum Fredrikstad FK bekannt gegeben. Sein Debüt für den norwegischen Erstligisten feierte er am 1. Spieltag der Eliteserien-Saison 2025; beim 3:0-Heimsieg gegen SK Brann wurde er in der 72. Spielminute eingewechselt. Sein erstes Tor für den norwegischen Klub erzielte er am 8. Spieltag. Beim Auswärtsspiel bei Bryne FK wurde er in der 85. Minute beim Stand von 4:2 eingewechselt und erzielte nur drei Minuten später den Anschlusstreffer zum 3:4 aus Fredrikstads Sicht allerdings war dies auch der Endstand.